# Cerkiew Ikony Bogurodzicy „Wszystkich Strapionych Radości” w Kędzierzynie-Koźlu
Cerkiew pod wezwaniem Ikony Bogurodzicy „Wszystkich Strapionych Radości” – prawosławna cerkiew parafialna w Kędzierzynie-Koźlu. Należy do dekanatu Wrocław diecezji wrocławsko-szczecińskiej Polskiego Autokefalicznego Kościoła Prawosławnego.
Świątynia znajduje się w dzielnicy Kędzierzyn, przy ulicy Kościelnej 11.
Cerkiew mieści się w dawnym budynku mieszkalnym, gruntownie odremontowanym i zaadaptowanym do potrzeb liturgii prawosławnej w latach 2013–2014. Poświęcenia obiektu dokonał 10 maja 2014 arcybiskup wrocławski i szczeciński Jeremiasz. Świątynia otoczona jest ogrodzeniem.
Świątynia posiada dwie kopuły wykonane w pobliskiej Bierawie, natomiast wieńczące je krzyże sprowadzono ze Lwowa. Obok cerkwi znajduje się drewniany, ponad 4-metrowy ośmioramienny krzyż (ustawiony 17 listopada 2014).
Cerkiew Ikony Bogurodzicy „Wszystkich Strapionych Radości” w Kędzierzynie-Koźlu jest pierwszą (i jedyną) świątynią prawosławną w województwie opolskim.